# 21400 Ахду
21400 Ахду (1998 FM57, 1999 VS78, 21400 Ahdout) — астероїд головного поясу, відкритий 20 березня 1998 року.
Тіссеранів параметр щодо Юпітера — 3,553.